# Pehlwani

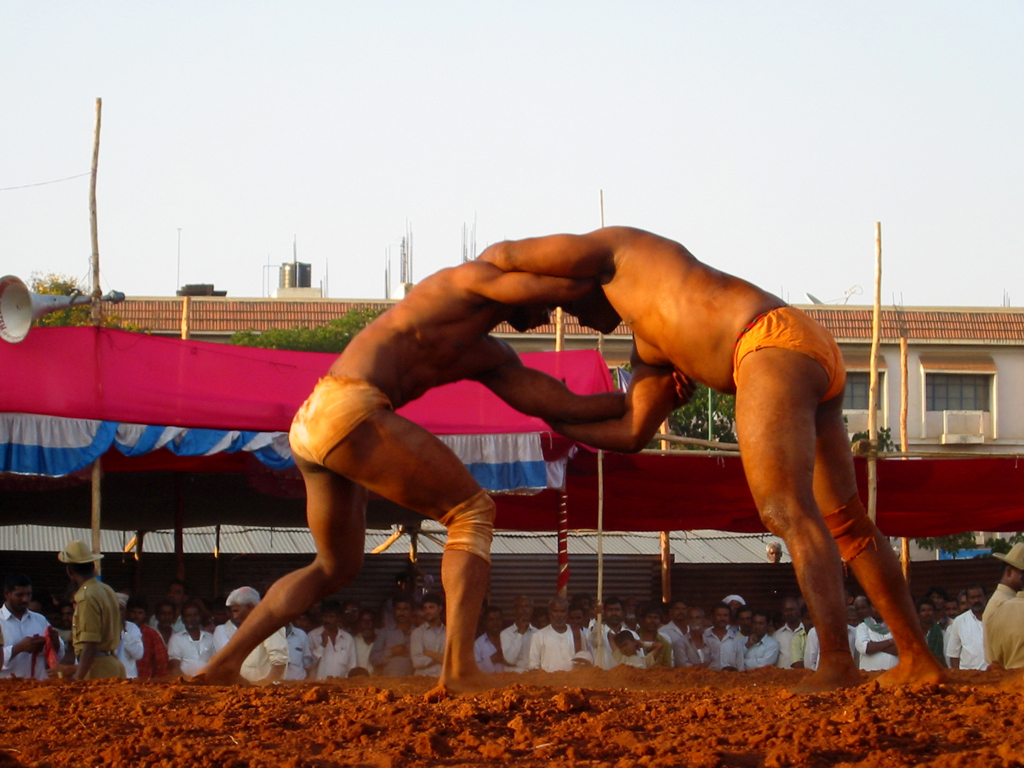
Combate de lucha libre estilo Pehlwani en Davangere, Karnataka (2005).

El Pehlwani, también conocido como Kushti, es una forma de lucha que se disputa en el subcontinente indio. Se desarrolló en el Imperio mogol combinando el Koshti pahlevani persa con influencias del Malla-yuddha indio. Las palabras pehlwani y koshti derivan de los términos persas pahlavani («heroico») y koshti («lucha»), respectivamente, que significan «lucha heroica». Al practicante de este deporte se le conoce como pehlwan (palabra persa para héroe), mientras que a los maestros se les conoce como ustad (palabra persa para «maestro»).
Uno de los practicantes más famosos de Pehlwani fue El Gran Gama (Ghulam Mohammad Baksh Butt), considerado uno de los mejores luchadores de todos los tiempos; Kodi Rammurthy Naidu fue otro ejemplo.  Brahmdev Mishra es otro ejemplo de luchador indio, conocido por su técnica y físico no solo en India, sino en todo el mundo. El Pehlwani es uno de los deportes que influyó en el catch wrestling, la cual, a su vez, inspiró parcialmente a las artes marciales mixtas (MMA), la lucha colegial, la lucha libre olímpica.